# Флевонское озеро
Флевонское озеро или Флевское озеро (лат. Flēvo lācus) — бывшее озеро, располагавшееся на территории нынешних Нидерландов во времена Римской империи и раннего Средневековья. Некоторые географы полагают, что это озеро было не одним озером, а множеством нескольких озёр, соединённых друг с другом.

## История

Эволюция Флевонского озера
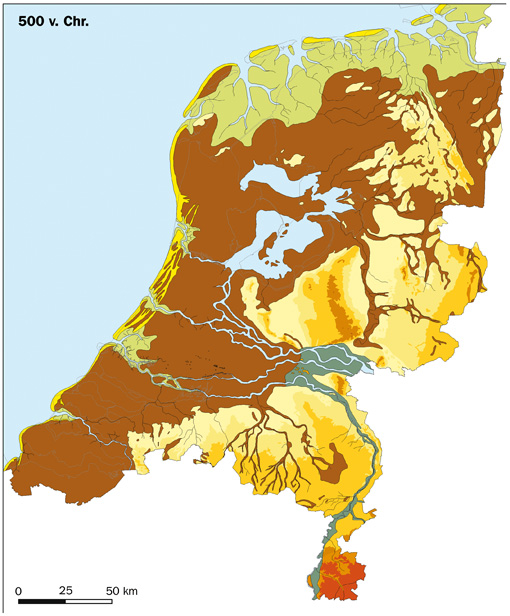
Территория Нидерландов около 500 г. до н. э.
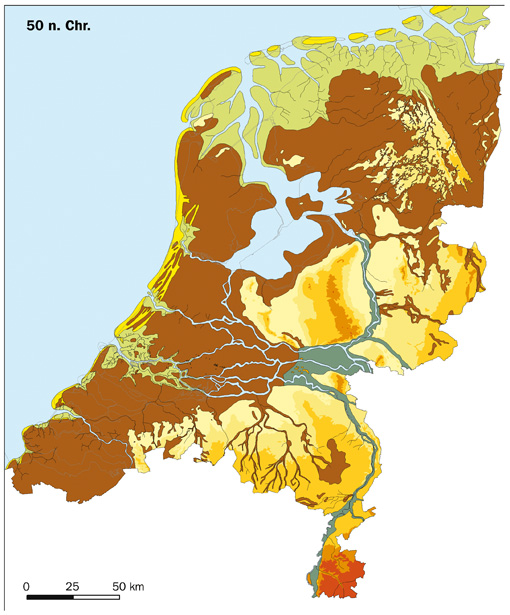
Территория Нидерландов около 50 г.
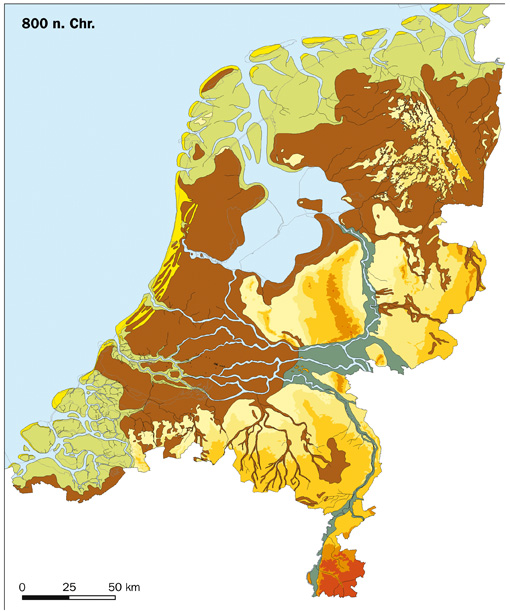
Территория Нидерландов около 800 г.

Произошедшее от праиндоевропейского корня *plew- «течь», это название было использовано римским географом Помпонием Мелой при описании этой местности. В своём трактате о географии от 44 года нашей эры Помпоний сообщает о Флевонском озере. Он пишет: «Северная ветвь Рейна расширяется во Флевонское озеро, в котором находится одноимённый остров, а затем, как обычная река течёт к морю». Другие источники скорее говорят о Флевуме, который может относиться к сегодняшнему Вли, то есть проливу между голландскими островами Влиланд и Терсхеллинг. Это название является грамматически более вероятным для обозначения географического объекта, поэтому предполагается, что Помпоний перепутал склонение слова, давая имя Флево. Фактически, именно Вли образовывал выход из озера в Северное море.
Некоторые тексты средневековья ссылаются на это озеро по имени Алмере. 14 декабря 1287 года во время события, названного наводнением в день Святой Люсии, во время памятного шторма во Фрисландии и Голландии воды Северного моря вторглись в пресноводное озеро, разбив и разрушив несколько перемычек из дюн, и превратили его в залив, который тогда назывался Зёйдерзе, что означает «Южное море».

## Память
Во второй половине двадцатого столетия Флевопольдер и новая провинция Флеволанд были названы в честь этого озера, которое существовало там в древности.